# O'Brien (Texas)
Pour les articles homonymes, voir O'Brien.
O'Brien est une ville située au nord du comté de Haskell  au Texas, aux États-Unis,.

## Démographie
Lors du recensement de 2010, la ville comptait une population de 106 habitants. Elle est estimée, en 2016, à 102 habitants.